# Jeremiah Coffey
Jeremiah Joseph Coffey (ur. 1 stycznia 1933 w Corku, zm. 19 listopada 2014) – australijski duchowny rzymskokatolicki irlandzkiego pochodzenia, w latach 1989–2008 biskup diecezjalny Sale.

## Życiorys
Święcenia kapłańskie przyjął 22 czerwca 1958, udzielił ich Patrick James Skinner CIM, ówczesny arcybiskup St. John’s w Kanadzie. Następnie został inkardynowany do diecezji Sale. 8 kwietnia 1989 papież Jan Paweł II mianował go biskupem tej diecezji. Sakry udzielił mu 30 czerwca 1989 Frank Little, ówczesny arcybiskup metropolita Melbourne. 2 stycznia 2008, dzień po osiągnięciu biskupiego wieku emerytalnego (75 lat) zakończył urzędowanie i stał się biskupem seniorem diecezji.